# L'amor costante
L'amor costante és una òpera en dos actes composta per Domenico Cimarosa sobre un llibret italià d'Alessandro Piccolomini. S'estrenà al Teatro Valle de Roma el carnestoltes de 1782. El 1790 es representà a Dresden amb el nom de Giulietta ed Armidoro